# Public Enemy No. 1
Public Enemy No. 1 — сингл и песня Megadeth с студийного альбома Thirteen. Он был выпущен 13 сентября 2011 года, на 50-летний юбилей Мастейна.

## Песня
Public Enemy No. 1 была впервые исполнена 4 июля 2011 года в Гамбурге.
Песня была написана Дейвом Мастейном совместно с продюсером Johnny K. В песне рассказывается про печально известного гангстера 20-х годов Аль Капоне.
Песня была выпущена как сингл 13 сентября 2011 года, в день 50-летнего юбилея Дейва Мастейна. 4 ноября 2011 был снят видеоклип.

## Чарты
| Чарт (2012)                     | Высшая позиция |
| ------------------------------- | -------------- |
| США (Billboard Mainstream Rock) | 28             |

## Приём
- Песня игралась на разных концертах и попала на Countdown to Extincion: Live.
- На песню был снят видеоклип, сейчас он имеет около 3 миллионов просмотров[2].
- Грэм Хартманн из Loudwire дал синглу три с половиной звезды из пяти, отметив, что песня следует стандартной формуле Megadeth: «агрессивный трэш и взрывная гитарная в сочетании с весьма чистым вокалом Мастейна[3].